# Estación de Redondela AV
Redondela Alta Velocidad, también conocida como Redondela-Os Eidos, es una estación ferroviaria situada en el municipio homónimo en la provincia de Pontevedra, comunidad autónoma de Galicia. Cuenta con servicios de Media Distancia operados por Renfe.

## Situación ferroviaria
Redondela AV está situada en el punto kilométrico 13 de la línea férrea que une Vigo-Urzáiz con Bifurcación Arcade, línea 850 de la red ferroviaria española, dentro del Eje Atlántico, que une las ciudades de Vigo y La Coruña. Está situada en un tramo de vía doble electrificado a 25 kV 50 Hz CA.

## Historia
La estación fue construida para dar servicio a Redondela dentro de la nueva línea de alta velocidad Vigo-La Coruña, dentro del denominado "Eje Atlántico" que conectará la frontera portuguesa con Ferrol. Fue inaugurada el 29 de marzo de 2015 y empezó a prestar servicio a viajeros el día 18 de abril del mismo año.

## La estación
La estación se encuentra al este del núcleo urbano de Redondela, en la esquina entre Rúa Os Eidos y Estrada de Pazos.
El edificio está a una cota inferior respecto a las vías y cuenta con un par de ascensores para acceder a los andenes, así como, escaleras mecánicas de subida.
En su interior cuenta con un amplio vestíbulo con sala de espera, venta de billetes y aseos. Está además habilitada para personas con discapacidad.
En la zona de vías la estación dispone de dos andenes laterales cubiertos parcialmente con marquesinas.
La distribución de vías sigue el siguiente esquema: andén-vía-vía-vía-vía-andén, típico de los PAET de las LAV con dos vías centrales pasantes y dos vías laterales con andén.
La vía 3 conecta también con la línea convencional Redondela-Bifurcación Arcade, la cual es utilizada por los trenes para ir a los talleres de Redondela.

## Servicios Ferroviarios

### Media Distancia
En la estación efectúan parada varios servicios MD operados por trenes de la serie 121 de Renfe, que circulan por el Eje Atlántico con destino a las estaciones de Vigo-Urzáiz o La Coruña, con paradas en Pontevedra, Villagarcía de Arosa, Padrón, Santiago de Compostela y Cerceda-Meirama.
| Línea MD | Servicio | Origen/Destino | Paradas intermedias | Destino/Origen |
| -------- | -------- | -------------- | --- | -------------- |
| 1        | MD       | La Coruña      | Cerceda-Meirama · Santiago de Compostela · Padrón-Barbanza · Villagarcía de Arosa · Pontevedra · Arcade · Redondela AV | Vigo-Urzaiz    |
| 1        | MD       | La Coruña      | Santiago de Compostela · Padrón-Barbanza · Villagarcía de Arosa · Pontevedra · Arcade · Redondela AV                   | Vigo-Urzaiz    |
| 1        | MD       | La Coruña      | Santiago de Compostela · Padrón-Barbanza · Villagarcía de Arosa · Pontevedra · Redondela AV                            | Vigo-Urzaiz    |
| 1        | MD       | Vigo-Urzaiz    | Redondela AV · Pontevedra · Villagarcía de Arosa · Padrón-Barbanza · Santiago de Compostela · Cerceda-Meirama          | La Coruña      |